# Pavillon des Indes
Le pavillon des Indes britanniques (ou pavillon indien) est un ancien pavillon construit pour l’Exposition universelle de 1878 à Paris et situé aujourd’hui dans la commune française de Courbevoie dans les Hauts-de-Seine, accolé au parc de Bécon. Il est inscrit monument historique depuis 1987.
Le pavillon des Indes fut commandé par le prince de Galles, futur Edouard VII pour représenter les Indes britanniques à l’Exposition universelle de 1878 à Paris. Il comprend alors deux parties symétriques reliées par une galerie.
À la fin de l’exposition, les deux parties furent vendues séparément. La principale fut ainsi transférée vers la station balnéaire de Saint-Malo (Paramé) mais endommagée par un coup de vent puis détruite vers 1905 par une violente tempête.

## Histoire
Le pavillon des Indes fut commandé par le prince de Galles, futur Édouard VII, pour représenter les Indes britanniques à l’Exposition universelle de 1878 à Paris. Son architecte est Caspar Purdon Clarke. Il s’agit alors de deux parties symétriques reliées par une galerie et fut monté comme d’autres pavillons dans le Palais de Fer sur le Champ-de-Mars. La durée de vie prévue était de six mois, cependant les deux parties furent vendues séparément à la fin de l’exposition. L’une partit dans la station balnéaire de Paramé mais fut détruite vers 1905 ou 1911 par une violente tempête. L’autre moitié fut transférée à Courbevoie en 1882-1883 dans le parc de Bécon, propriété du prince George Barbu Știrbei, qui l’adossa à une nouvelle maison de briques servant d’atelier d’artiste pour l’une de ses filles, le peintre Georges Achille-Fould. Lors du remontage du pavillon qui était facilement démontable, le rez-de-chaussée ayant une plus grande hauteur sous plafond devint le premier étage, étage noble ; l’ancien premier étage devenant le rez-de-chaussée. Dès les années 1910, le pavillon était en mauvais état. La ville de Courbevoie acheta la pavillon en 1951. Il fut inscrit au titre des monuments historiques par arrêté du 27 mai 1987 mais dut être étayé d’urgence dans les années 1990, l’édifice majoritairement en bois de mélèze s’étant affaissé d’environ 20 cm. Cette restauration ne visa cependant pas à rendre l’aspect original et respecta les transformations de la reconstruction des années 1880. Le pavillon rouvre en septembre 2013 en tant que musée et la partie en briques sert à présent d’atelier pour un artiste élève de l’École nationale supérieure des beaux-arts.

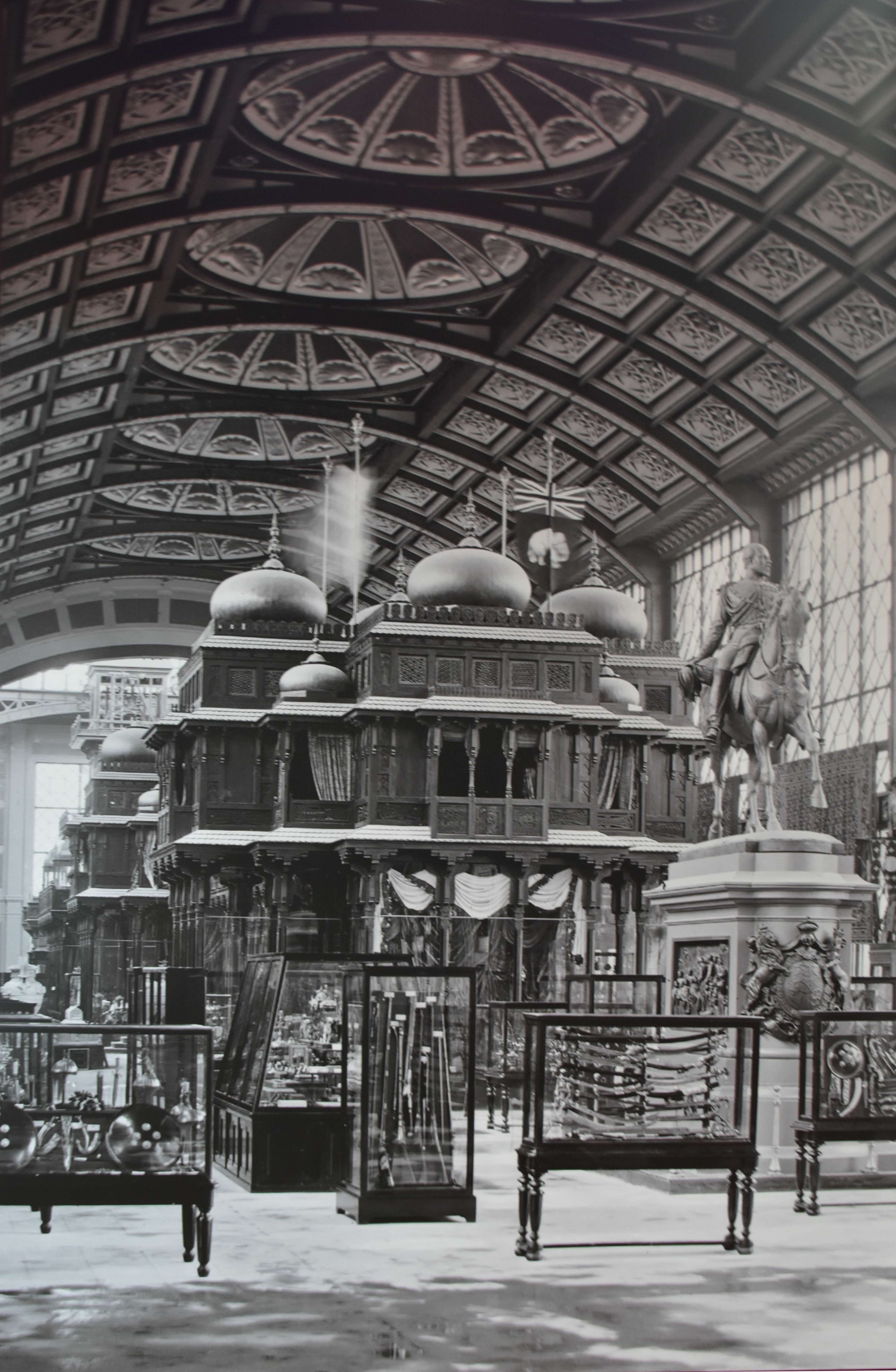
Le Pavillon des Indes en 1878.
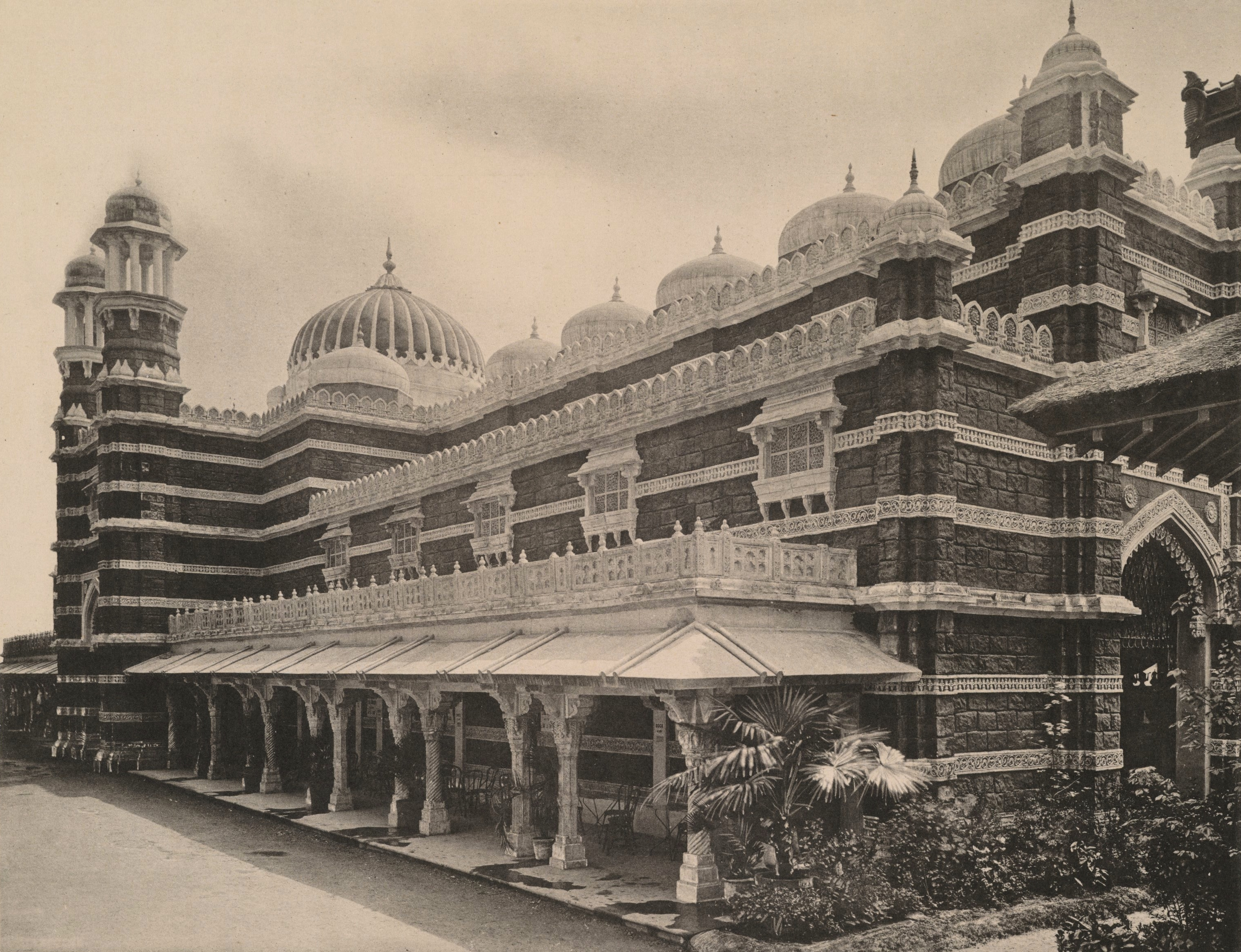
Son successeur, le Pavillon Indien à l’exposition universelle de 1889.
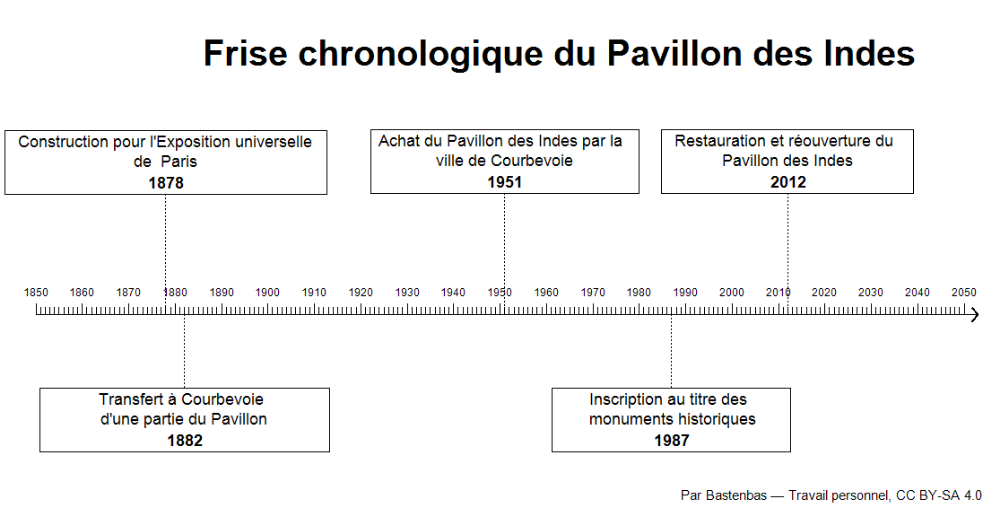
Frise chronologique du Pavillon des Indes (cliquez pour agrandir).

## Description

### Extérieur
Le pavillon des Indes est composé de deux parties. Une partie en bois provient de l'exposition universelle de 1878. L'autre, en brique, a été construite pour être accolée à la précédente.

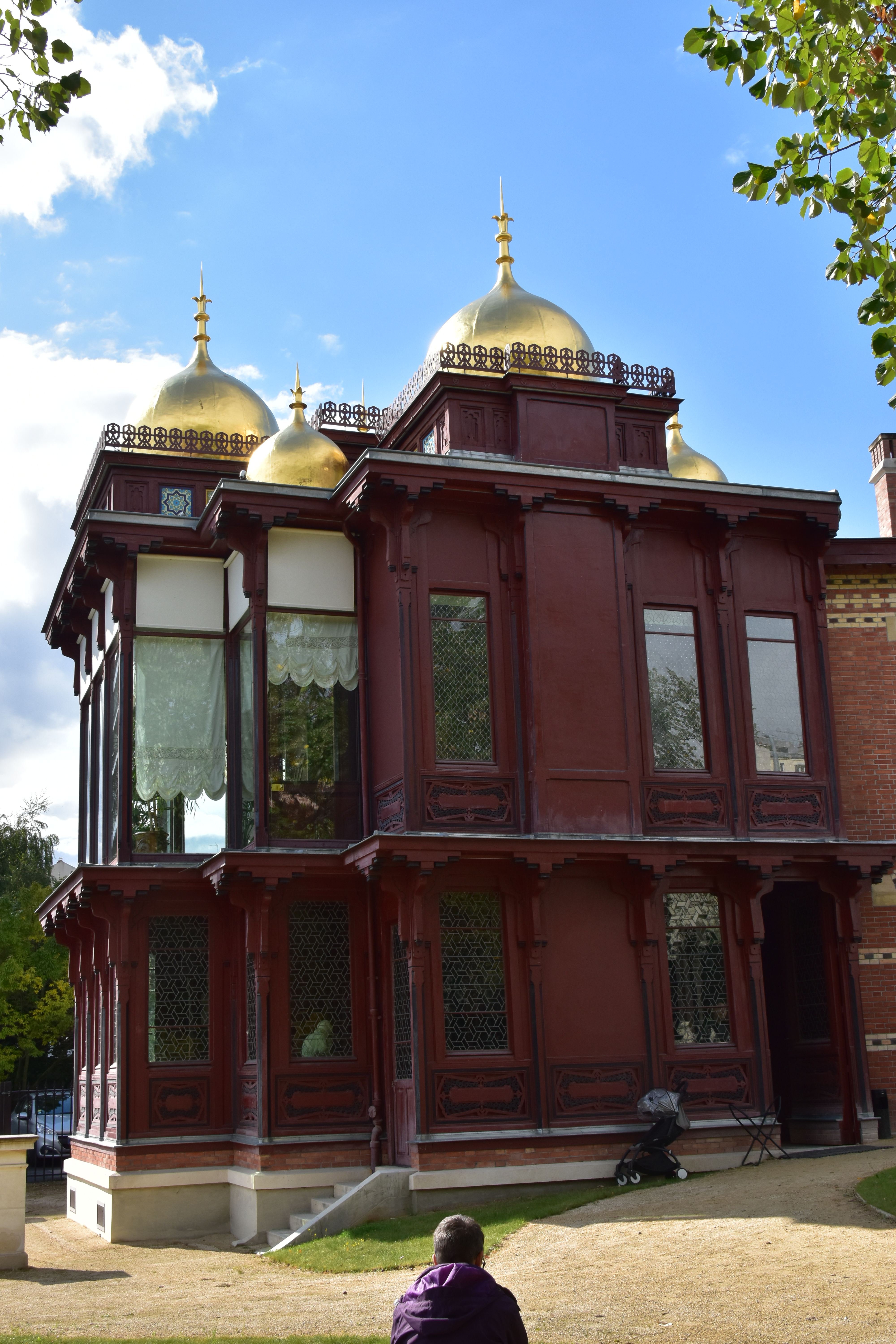
Partie provenant de l'exposition.
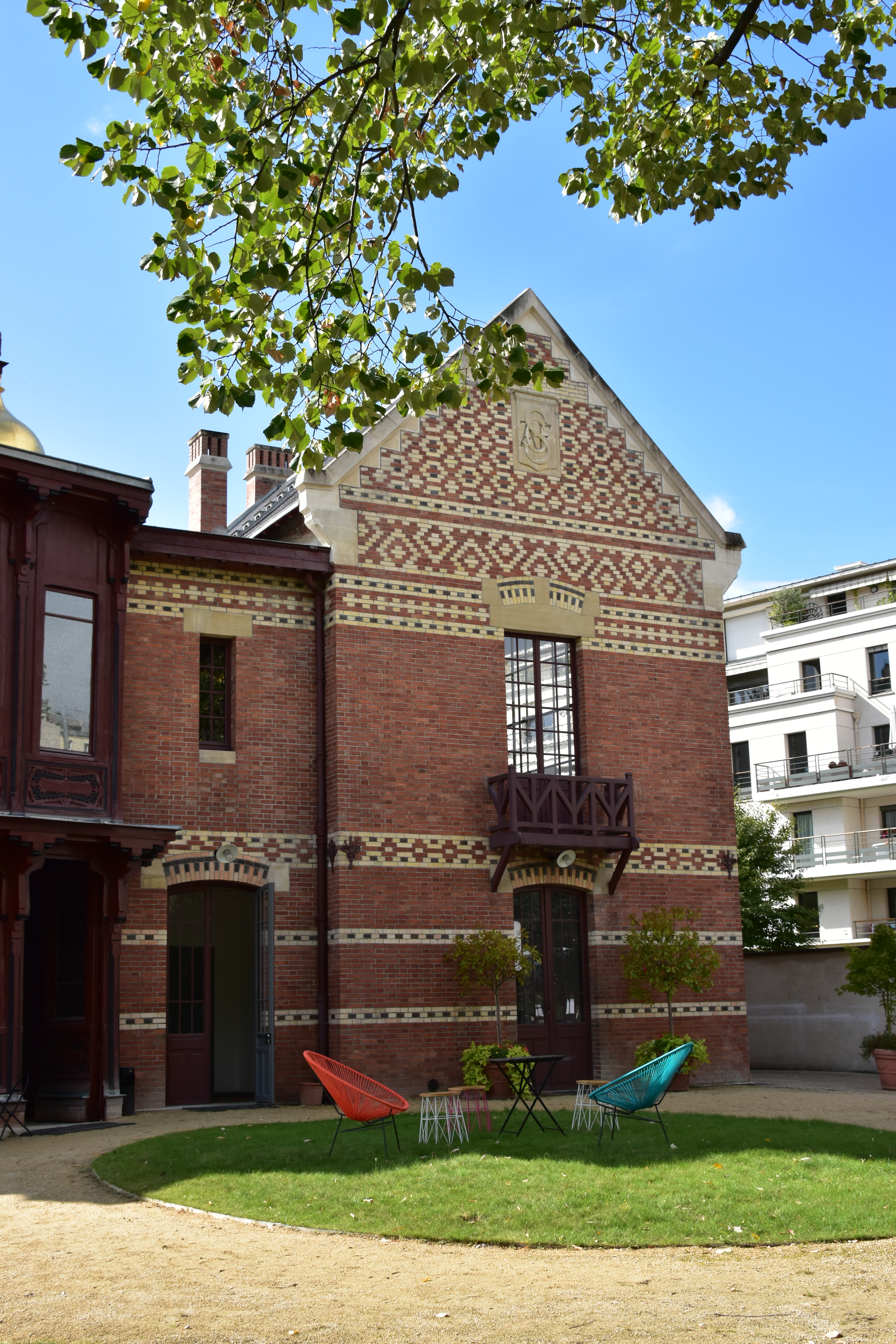
Partie construite attenante.
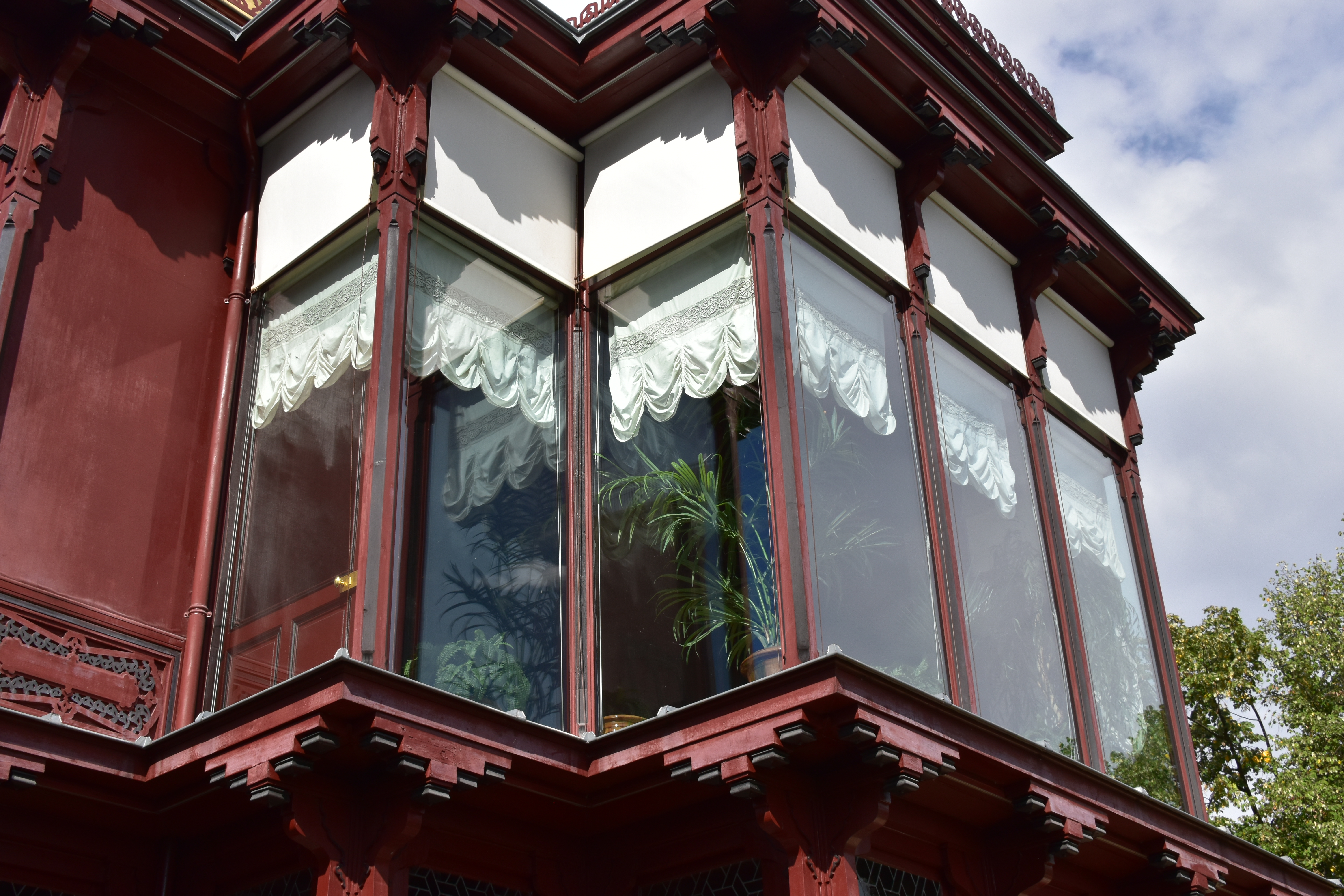
Baie vitrée vue de l'extérieur.
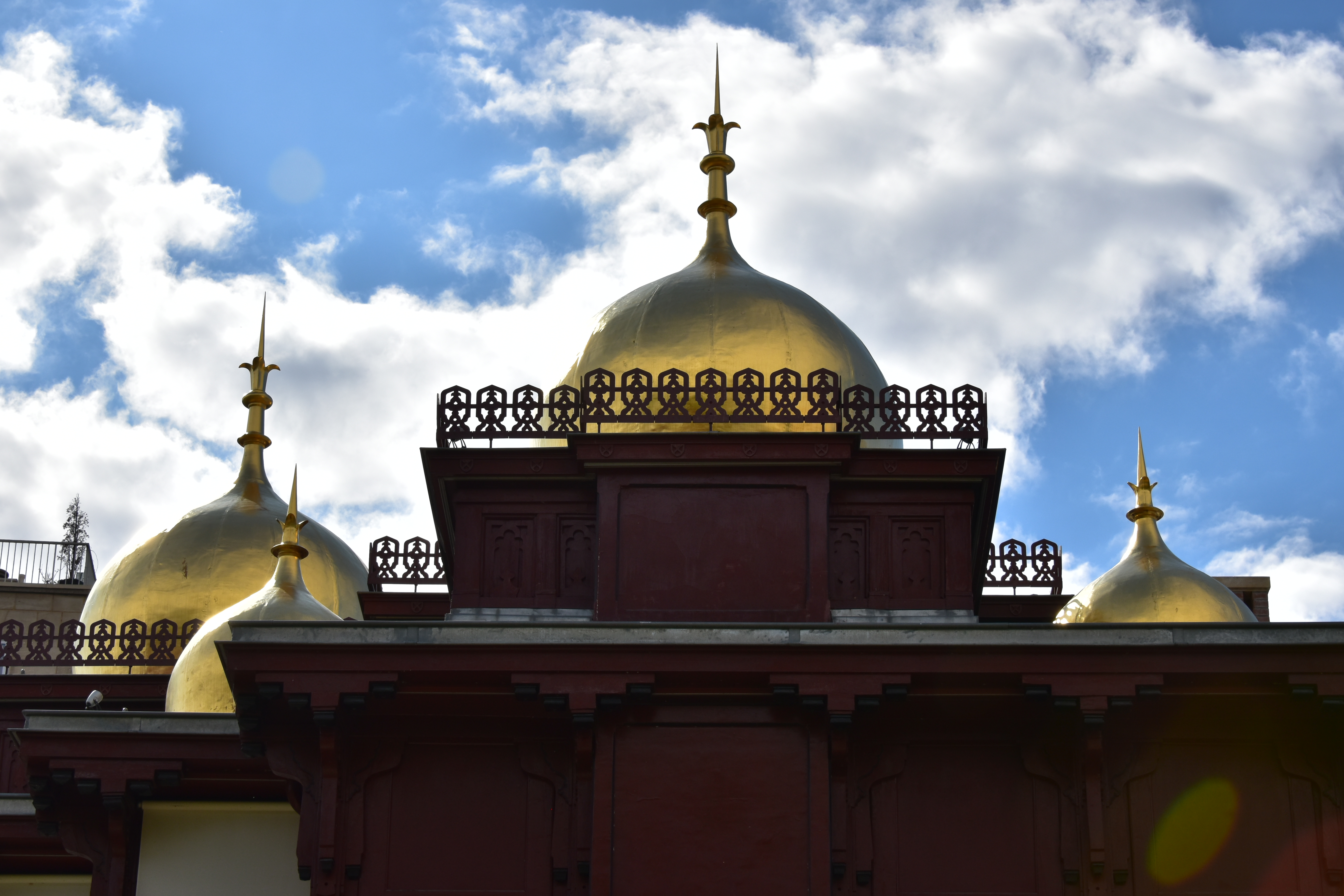
Bulbes dorés du toit.
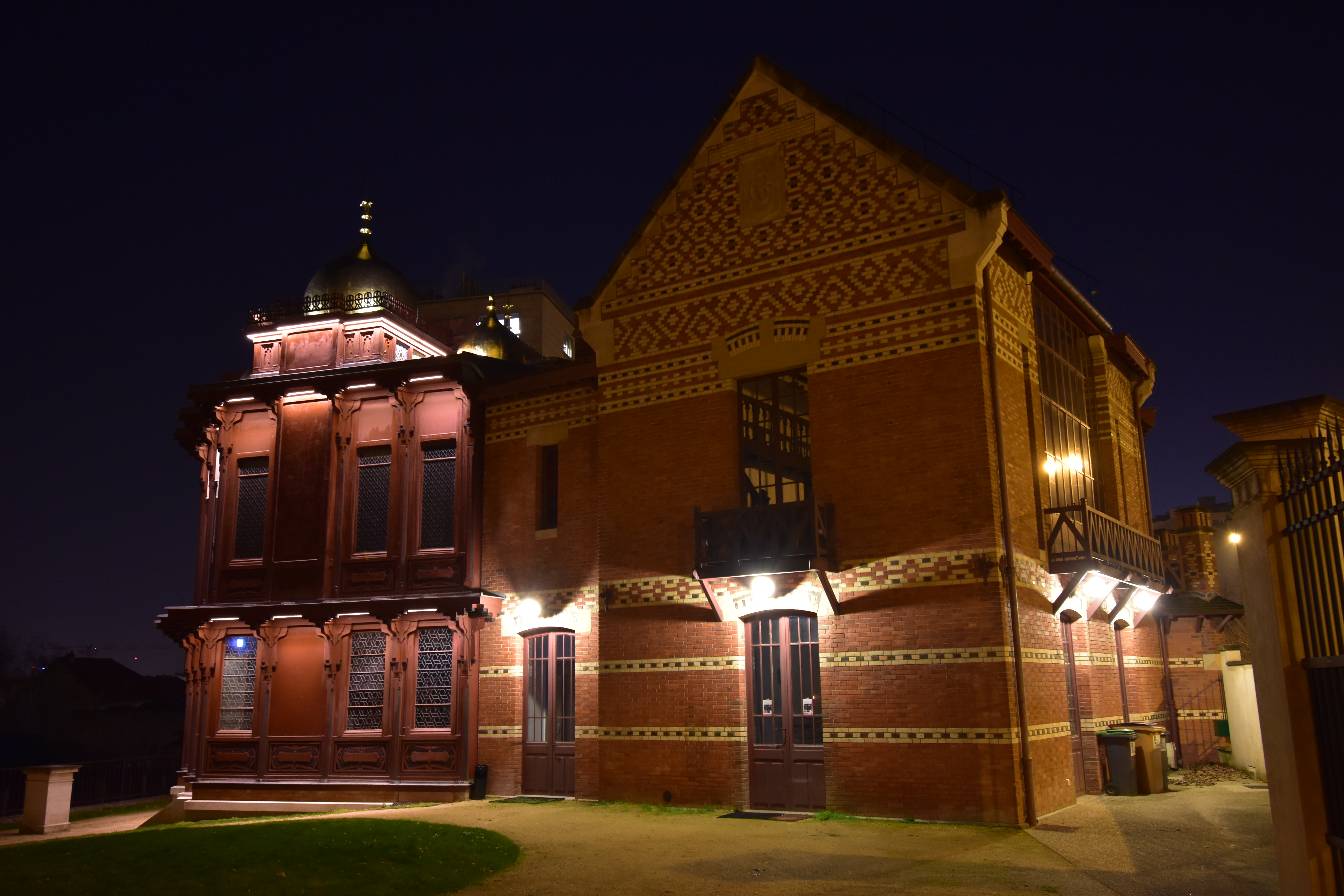
Éclairage nocturne.
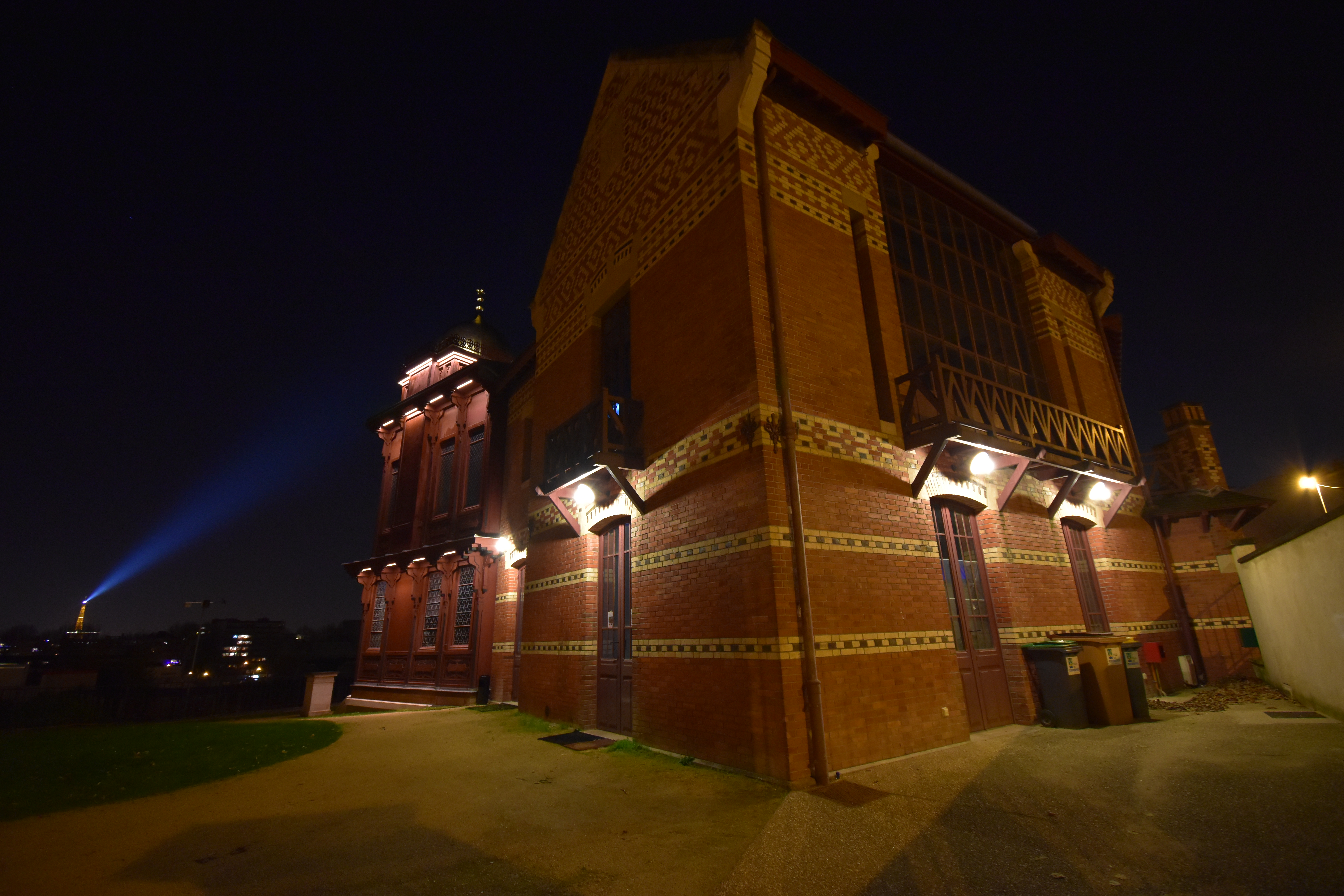
Faisceau de la tour Eiffel.

### Rez-de-chaussée
Au rez-de-chaussée se trouvent un atelier d'artiste ainsi qu'une exposition permanente avec des panneaux explicatifs sur l'histoire du pavillon.

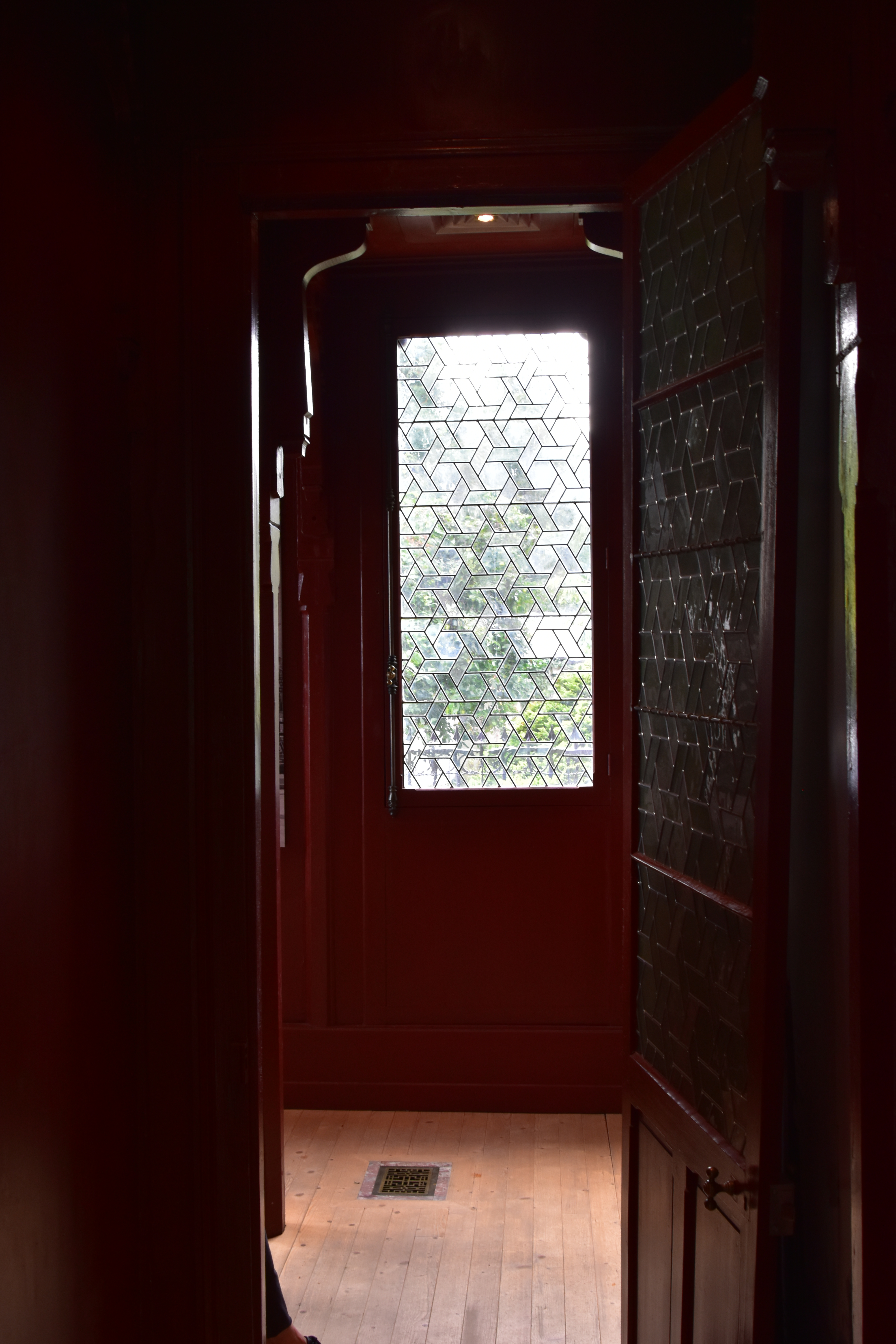
Couloir du rez-de-chaussée.

### Premier étage
Au premier étage se trouve une baie vitrée donnant vers la Seine et Paris avec des meubles d'origine restaurés ainsi qu'un espace donnant sur l'atelier d'artiste.

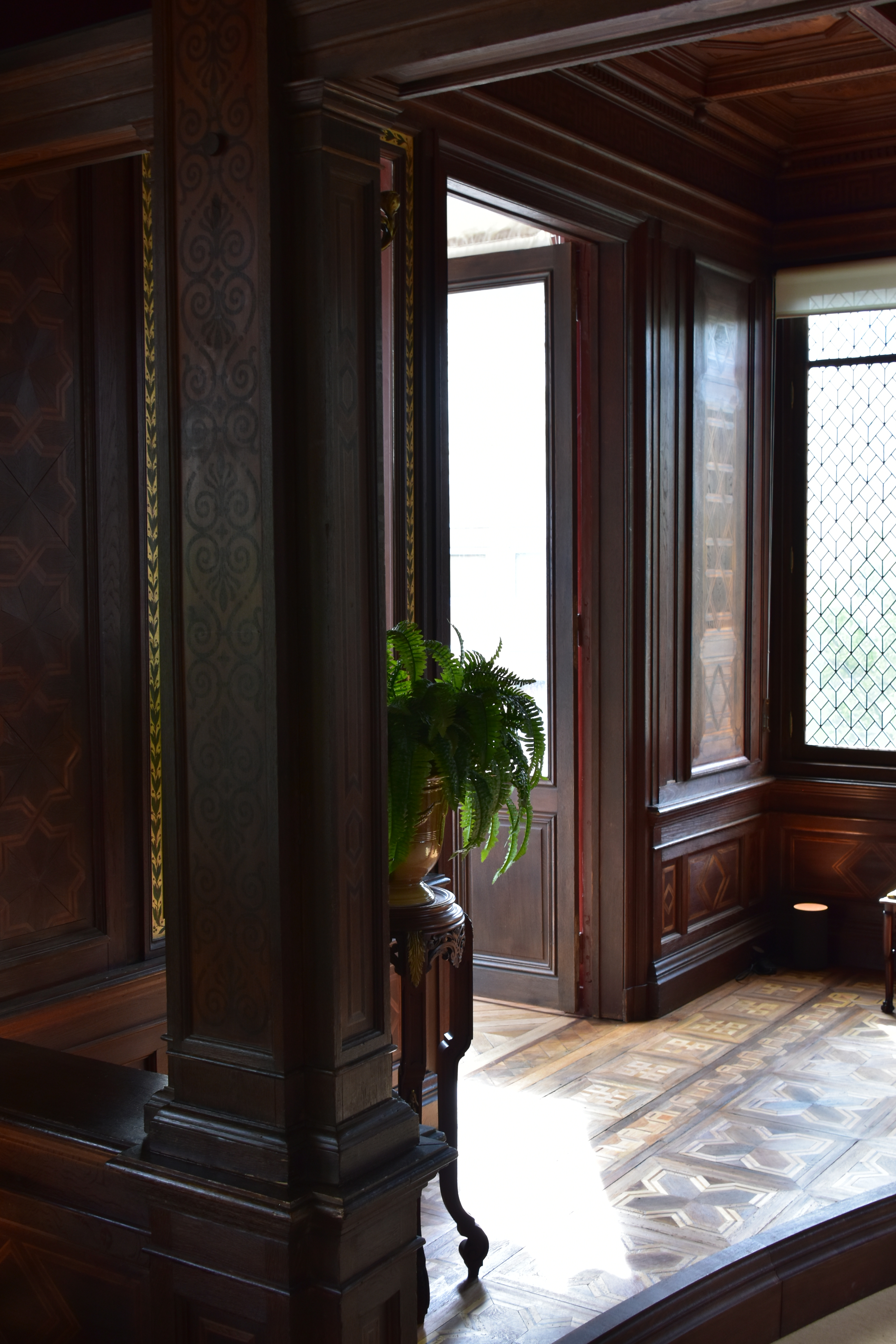
Premier étage de la partie construite en bois.
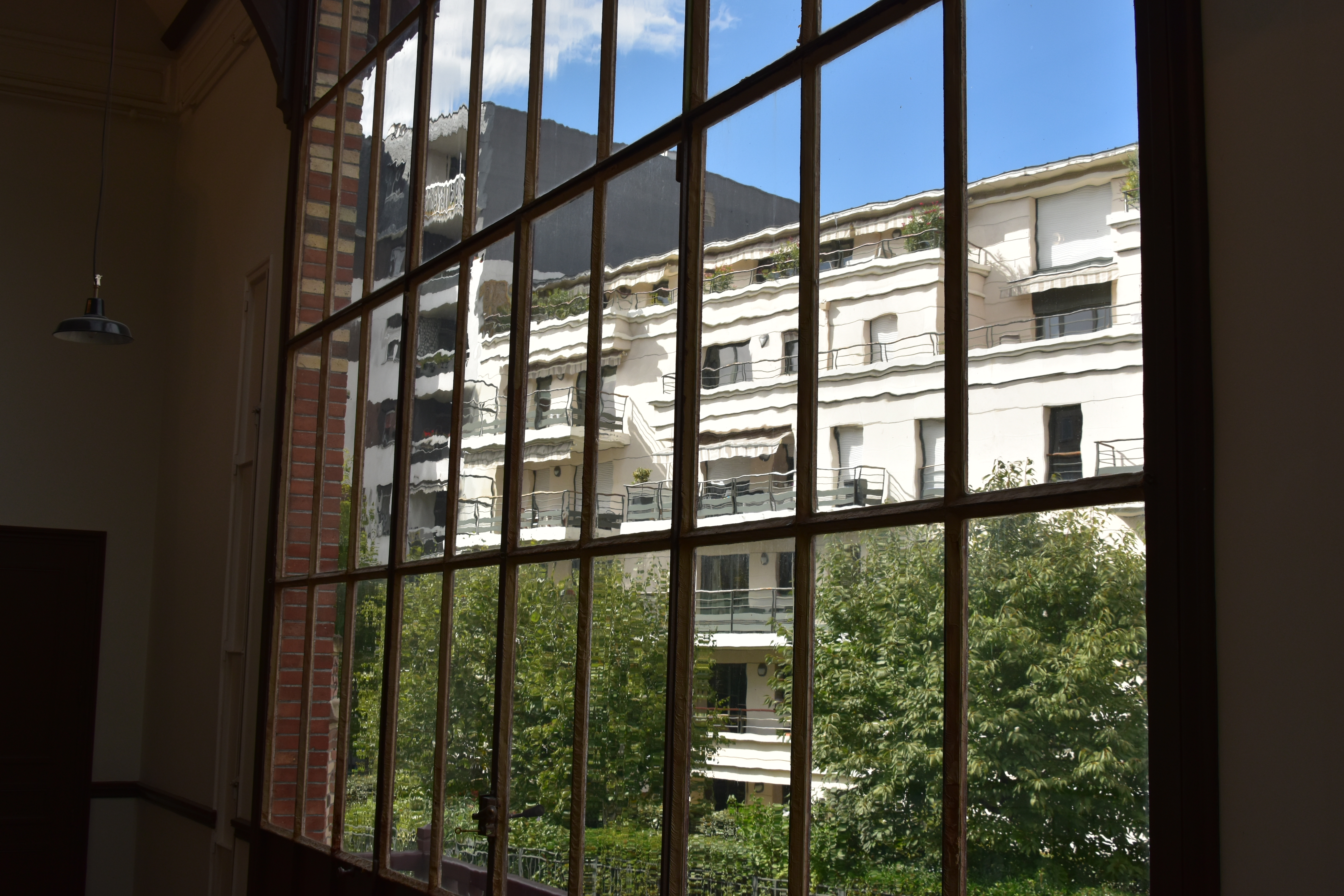
Baie vitrée donnant sur le boulevard Saint-Denis.
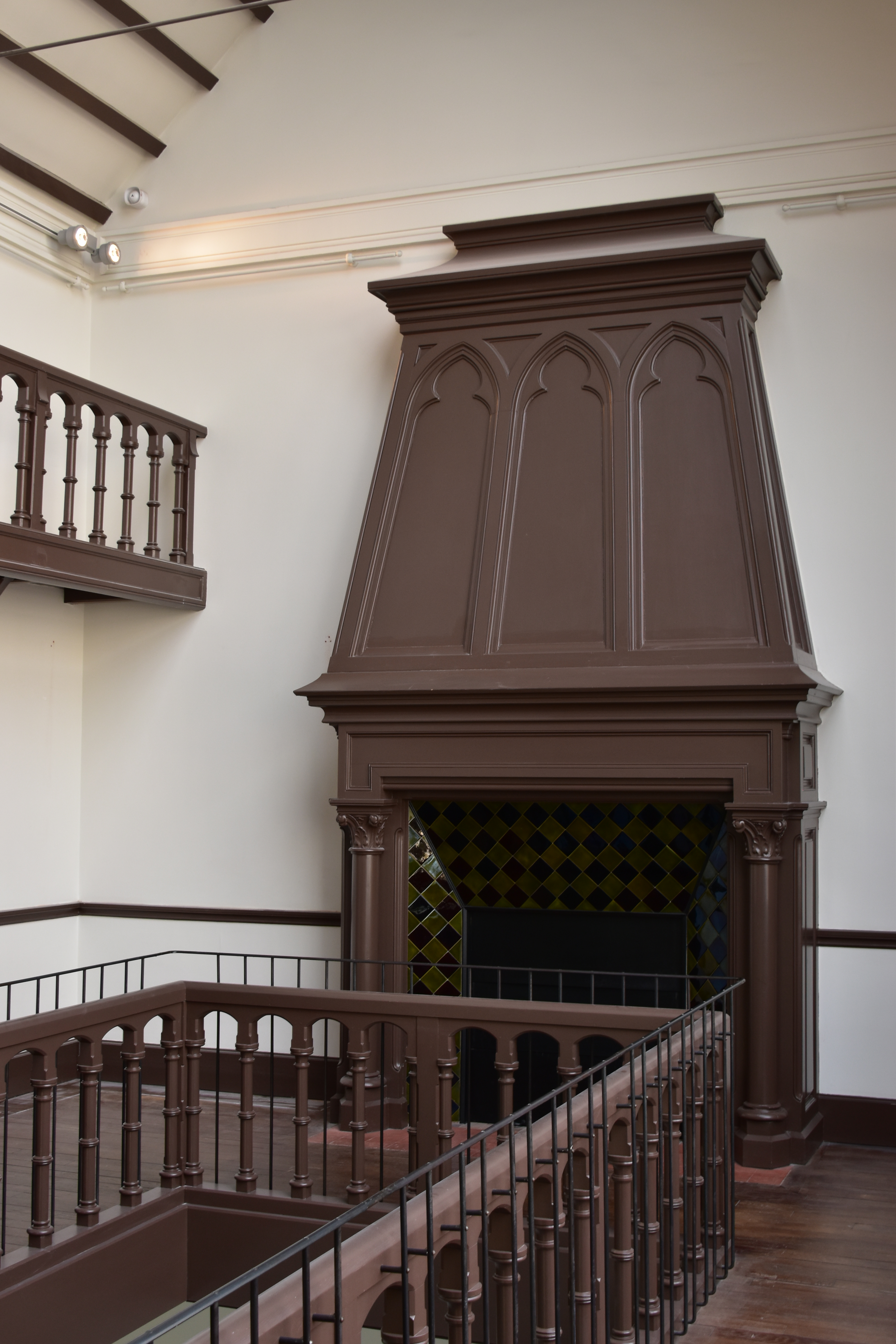
Cheminée.
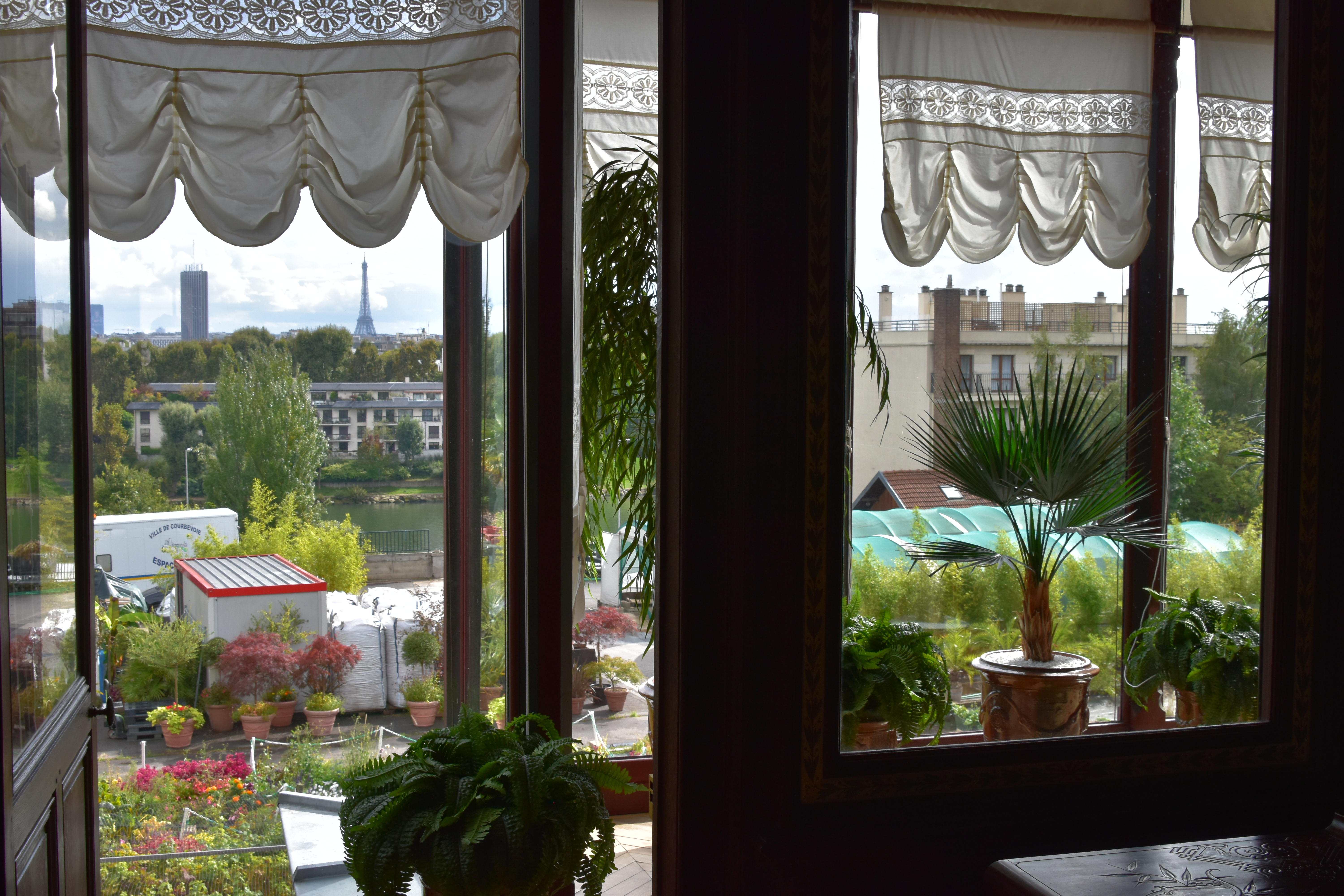
Vue sur la Seine et Paris.

## Restauration
La réhabilitation du Pavillon des indes a nécessité d'importants remaniements. La ville a confié la restauration à Frédéric Didier, Architecte en Chef des Monuments Historiques. Le pavillon en bois a donc été restauré dans le strict respect de ses charpentes, de ses cloisons et de sa marqueterie. L'intérieur du bâtiment en brique adjacent a été, quant à lui, restructuré en plusieurs espaces intégrant le logement de l'artiste. Les partenaires ayant participé au financement sont l'entreprise Total, l'État français, la Région Île-de-France, le Département des Hauts-de-Seine et la ville de Courbevoie.
|  |

## Atelier d'artiste

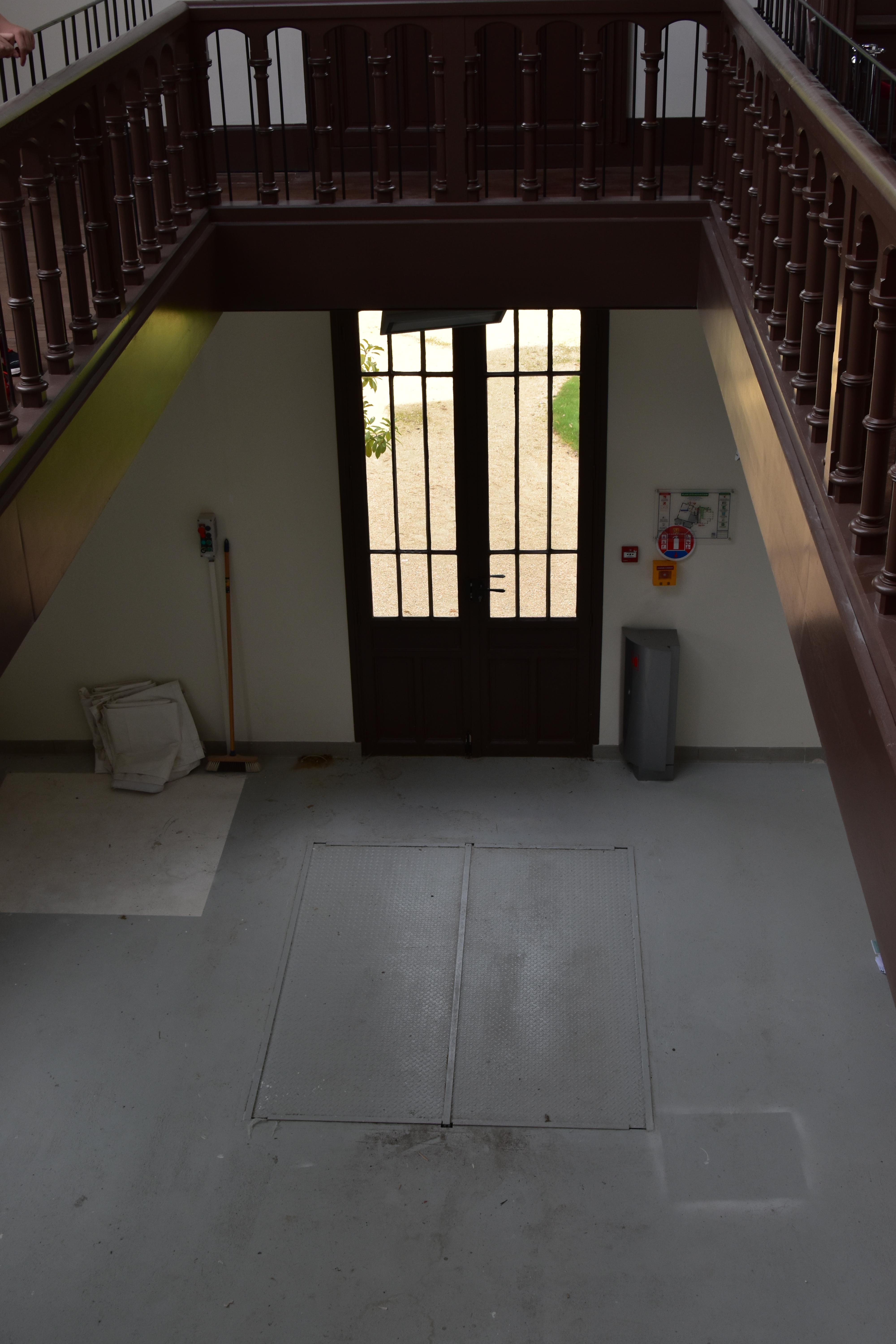
Espace donnant sur l'atelier d'artiste depuis le premier étage.

L'atelier du Pavillon des Indes accueille un ou une jeune sculptrice récemment diplômée sur une durée de 18 mois à la suite d'un partenariat entre la ville de Courbevoie et l’École nationale supérieure des Beaux-Arts de Paris. Le but est de lancer des artistes émergents en leur fournissant un lieu de travail et en leur permettant de montrer leurs créations au public. La première sculptrice accueillie était Sarah Derat. Elle est remplacée de 2015 à 2017 par Mara Fortunatović. De 2019 à 2021, l'artiste à résidence est Florian Mermin. Il est remplacé par Magnakobo en 2022-2023. Depuis 2024, c'est Maxence Doré qui occupe l'atelier en résidence.